# 山本ゆかり
山本 ゆかり（やまもと ゆかり、1968年6月6日 - ）は、日本の元アイドル歌手、元女優、DJ、ボイストレーナー。本名（旧姓名）は、芸名と同じ。
長崎県佐世保市出身。東京都立代々木高等学校卒業。研音に所属していた。

## 来歴
1984年、トーラスレコード、研音主催のオーディション『九州歌謡選手権ヤングフレッシュ・グランプリ』で優勝し、芸能界入りする。研音のアイドル歌手として、1984年6月21日「私 MAILUWA」でアイドル歌手としてデビューする。事務所の先輩中森明菜の妹分として新人賞レースに多数ノミネートされ大々的に売りだされる。趣味も歌を歌うことという根っからの歌好きでもあった。同期に菊池桃子、荻野目洋子、吉川晃司、岡田有希子、長山洋子、渡辺桂子などがいて新人賞でも激戦を繰り広げた。きつい目つきとはうらはらにキャラクターはマイペースで、能天気に明るい人物だった。
1985年、今までの正統派アイドル路線から、中森明菜のようなツッパリ路線に変更し、「ギンギラ御嬢」を発売。またパイナップルヘアーという髪型にし、この髪型もトレードマークで、売り出された。その後、ツッパリ路線第2弾として、マドンナのカバー曲「GAMBLER」を発売。今度は売春がテーマになった曲で話題を浴びた。また、香港でこの曲をきっかけに人気に火がついた。日本ではあまり売れなかった。
1986年、「LONELY YESTERDAYS」を発売。また、女優として榊原郁恵主演の連続ドラマ『新・熱中時代宣言』に不良女番長役で生徒としてレギュラー出演。しばらく、2時間ものドラマなどを中心に女優として活動。
1988年、約2年ぶりに新曲「井の頭公園」を発売。久々に歌手としての活動を再開させる。その後再び、女優を中心の活動に戻り、デビュー当時から在籍する研音を退社する。
1991年からアマチュアでライブ活動などをはじめる。当時、姉さん的に慕っていた元事務所の友達石井明美などもよくライブに来ていた（なお、現在は石井のボイストレーナーを担当している）。その活動とは別に、ラジオDJとしても数々のレギュラーを持つようになった（FM-FUJIの「J-POP SQUARE」「GIRL POP」「SATURDAY FUNKY PARK」など）。
1996年、東芝EMIより「君がいなくなってから」で再びメジャーに復帰し、アーティスト活動する。平行してラジオのDJとしても数多くのレギュラーをもつ。DJとしてはyuka-riの名前で活動。また、アルバムの曲には友人の石岡美紀、柿島伸次などもコーラスとして参加。
2000年に入り、yarah-nooというバンドを結成。こちらもyuka-riとしてボーカリストとして参加。ライブ活動、インディーズでのCD発売などを中心に活動。
2002年、yarah-nooのベース担当の坂本竜太と結婚。現在もラジオDJ、イベントの司会業、ほかに水道橋で、ボイストレーナーとしても活動している。

## 音楽

### シングル
| #                | 発売日           | A/B面            | タイトル             | 作詞             | 作曲             | 編曲             | 規格品番         |
| トーラスレコード | トーラスレコード | トーラスレコード | トーラスレコード     | トーラスレコード | トーラスレコード | トーラスレコード | トーラスレコード |
| ---------------- | ---------------- | ---------------- | -------------------- | ---------------- | ---------------- | ---------------- | ---------------- |
| 1                | 1984年 6月21日   | A面              | 私 MAILUWA           | 都志見隆         | 都志見隆         | 萩田光雄         | 07TR-1065        |
| 1                | 1984年 6月21日   | B面              | 発熱少女             | 岩里祐穂         | 岩里未央         | 萩田光雄         | 07TR-1065        |
| 2                | 1984年 9月21日   | A面              | ノン・タイトル       | 都志見隆         | 都志見隆         | 萩田光雄         | 07TR-1075        |
| 2                | 1984年 9月21日   | B面              | 16元禄♥恋ざかり      | 篠塚満由美       | 馬飼野康二       | 馬飼野康二       | 07TR-1075        |
| 3                | 1985年 2月21日   | A面              | ギンギラ御嬢         | 都志見隆         | 都志見隆         | 萩田光雄         | 07TR-1087        |
| 3                | 1985年 2月21日   | B面              | 恋はアクシデント     | 松宮恭子         | 松宮恭子         | 小林信吾         | 07TR-1087        |
| 4                | 1985年 8月22日   | A面              | GAMBLER              | 鈴井みのり       | Madonna          | 小林信吾         | 07TR-1101        |
| 4                | 1985年 8月22日   | B面              | 冬の陽ラプソディ     | 松宮恭子         | 松宮恭子         | 萩田光雄         | 07TR-1101        |
| 5                | 1986年 6月4日    | A面              | LONELY YESTERDAYS    | 森浩美           | 吉実明宏         | 船山基紀         | 07TR-1123        |
| 5                | 1986年 6月4日    | B面              | HEARTをあけて…       | 谷穂ちろる       | 都志見隆         | 船山基紀         | 07TR-1123        |
| 6                | 1988年 1月25日   | A面              | 井の頭公園           | 秋元康           | 見岳章           | 鷺巣詩郎         | 07TR-1174        |
| 6                | 1988年 1月25日   | B面              | さよならの季節       | 山口洋子         | 新井現詞         | 林有三           | 07TR-1174        |
| 東芝EMI          |                  |                  |                      |                  |                  |                  |                  |
| 7                | 1996年 8月7日    | 01               | 君がいなくなってから | 山本ゆかり       | 山本ゆかり       | 追田到           | TODT-3793        |
| 7                | 1996年 8月7日    | 02               | 8月のSunset          | 追田到           | 追田到           | 追田到           | TODT-3793        |

## 出演

### テレビドラマ
- 新・熱中時代宣言（1986年、NTV） - 桜井ゆき 役
- すてきな三角関係 壁際族に花束を(1987年　TBS)　- 森元信子 役
- はぐれ刑事純情派（ANB）
  - （第1シリーズ・1988年6月1日、テレビ朝日 / 東映）第9話「十七歳 非行少女の叫び」 - 杉田サチ 役
  - （1991年） ‐ 吉野亜矢 役
  - 暴れん坊将軍7♯5「卯之吉の死神退治」お米役

### ラジオ
- 三人姉妹のキャピキャピランド（1984年 - 1985年、文化放送） - 渡辺桂子、長山洋子と共同パーソナリティー
- 山本ゆかりのおしゃべり歌謡曲（ラジオ関西）[1]